# Avellino
Pour les articles homonymes, voir Avellino (homonymie).
Avellino est une ville italienne d'environ 53 600 habitants située dans la province du même nom, ou Irpinia dans la région de la Campanie. (Naples)

## Géographie
Avellino se trouve dans le Sud de l'Italie entre les régions de Campanie, Molise et Basilicate dans l'Irpinia.

## Histoire
Au Ve siècle, Sabino di Avellino (it) fut l'évêque du diocèse d'Avellino. Ses reliques sont visibles dans la basilique Specus Martyrum d'Atripalda.
Le général napoléonien du Premier Empire Joseph Léopold Sigisbert Hugo, père de l'écrivain français Victor Hugo, est chargé de commander la place forte d'Avellino durant l'occupation française du royaume de Naples. En 1806, il capture Fra Diavolo, l'un des plus célèbres bandits de la région.
La ville fut touchée par un tremblement de terre en  1980.
Durant la nuit du 28 juillet 2013, un autocar de pèlerins est tombé d'un viaduc  autoroutier dans un ravin près d'Avellino. Trente-huit voyageurs  et le conducteur sont décédés.

## Économie
Avellino est un centre agricole, industriel et administratif pour la province.

## Culture
Avellino et sa région sont connus pour l'importance et l'enracinement des fêtes populaires traditionnelles : ainsi la fête de Juta a Montevergine (septembre) qui célèbre la Madone. L'ensemble des habitants effectuent ensemble l'ascension de la montagne pour communier, avec de la musique (tammorriata) et de l'alcool, autour de la figure de la vierge.
Voir également la fête de la Juta dei femminielli ("La montée des homosexuels", en langue napolitaine) à la Chandeleur, le 2 février, au cours de laquelle les personnes de la communauté LGBT célèbrent la Madone.

## Monuments et patrimoine
Les ruines de l'ancienne ville d'Abellinum peuvent être aperçues près du village actuel d'Atripalda, à l'est d'Avellino.
La cathédrale, avec sa crypte romane, est située sur le site de la villa d'un riche et célèbre romain construite autour de 129 apr. J.-C. et abandonnée après l'éruption du Vésuve.
Les restes du château Lombard sont présents sur la Piazza Castello. Le château ayant été construit dans le creux d'une vallée, les historiens restent perplexes face à ce fait unique en Europe.
Le stade Partenio, d'une capacité de 26 300 places, est le stade où évolue l'Associazione Sportiva Avellino 1912.

### Musées
- Galerie nationale de selachoidei (Musée des requins)
- galerie d'art provinciale
- Musée archéologique provincial
- Musée d'art - MdAO
- Musée de la Cathédrale et du Diocèse d'Avellino
- Musée zoologique des invertébrés « L. Carbone »

## Administration

### Hameaux
Bellizzi Irpino, Valle-Ponticelli, Pianodardine, Picarelli

### Communes limitrophes
Aiello del Sabato, Atripalda, Caposele, Capriglia Irpina, Contrada, Grottolella, Manocalzati, Mercogliano, Monteforte Irpino, Montefredane, Ospedaletto d'Alpinolo, Summonte

## Personnalités nées à Avellino
- Achille Carillo (1818–1880), peintre.
- Guido Dorso (1892–1947), écrivain et homme politique.
- Errico Cuozzo (° 1945), historien.
- Giancarlo Lepore (° 1955), sculpteur.
- Gianfranco Rotondi (° 1960), homme politique.
- Antonello Matarazzo, (° 1962), peintre et artiste vidéo.
- Carmen Giannattasio (° 1975), cantatrice (soprano).
- Maurizio Lanzaro (° 1982), footballeur.

## Divers
Avellino est aussi la ville d'origine des parents de Tony Soprano dans la série télévisée Les Soprano.